# Graphis pseudosophistica
Graphis pseudosophistica är en lavart som beskrevs av Vain. Graphis pseudosophistica ingår i släktet Graphis och familjen Graphidaceae.   Inga underarter finns listade i Catalogue of Life.